# Ellen Rovsing
Ellen Henriette Marie Rovsing (9. juni 1889 i Asminderød – 20. februar 1960 i København) var en dansk skuespiller.
Rovsing blev uddannet på Det Kongelige Teaters elevskole og fik sin debut på Det Kongelige Teater med Tunge Veje i 1908, og optrådte senere på flere teatre i provinsen, ligesom hun medvirkede i sketchen Familien Hansen i radioen. Hun var gift med Egill Rostrup og mor til Asmund Rostrup. Rovsing oversatte flere bøger af Stanislavskijs bøger fra russisk til dansk, bl.a. En Skuespillers Arbejde med sig selv (1940).
Hun er begravet på Svaneke Kirkegård.

## Filmografi
- Hesten (1931)
- Millionærdrengen (1936)

### Stumfilm
- Store forventninger (1922)
- David Copperfield (1922)
- Byens Don Juan (1923)
- Lille Dorrit (1924)